# Назови меня своим именем (роман)
«Назови меня своим именем» (англ. Call Me by Your Name) — роман американского писателя Андре Асимана, впервые опубликованный в 2007 году. В романе повествуется о любовных отношениях между интеллектуально развитым не по годам 17-летним американо-итальянским еврейским юношей Элио Перлманом и 24-летним американским исследователем еврейского происхождения Оливером в 1980-х годах в Италии. В произведении рассказывается о возникшем тем летом романе и о том, что происходило в последующие 20 лет.

## Сюжет
Рассказ ведётся от лица Элио Перлмана, вспоминающего события лета 1983 года, когда ему было семнадцать лет, и он жил в Италии с родителями, которые каждое лето в течение шести недель приглашали в гости докторанта, занимавшегося не только рукописью своей работы, но и помогавшего отцу Элио с научными материалами. Элио выступает против такого порядка вещей, так как ему приходится освобождать для гостя на время его пребывания свою спальню.
В то лето в гости к Перлманам приехал Оливер, беззаботный и отстранённый молодой человек, резко отличавшийся от интроверта Элио. Элио заинтересовался Оливером, надеясь на «незамедлительное родство» между ними, и выступает в качестве его гида по городу и его окрестностям, но Оливер относится к этому безразлично. Когда Оливер стал разминать плечо Элио после игры в теннис, тот испугался, что кто-то заметит, как он обмяк, и вырвался. Хотя Элио и осознаёт свою бисексуальность и влечение к Оливеру, он особенно взволнован тем открытием, что Оливер также является евреем, ощущая некоторую общность между ними. Он сомневается, что Оливер ответит на его чувства.
Однажды Элио пробирается к Оливеру и мастурбирует, лёжа в его постели в его плавках.  В городе Элио признаётся в своём влечении к Оливеру, но тот предлагает сделать вид, что этого разговора не было. Позже они целуются в секретном месте Элио на уступе, на котором Клод Моне якобы написал некоторые из своих картин. Когда Элио прикасается к пенису Оливера через одежду, тот его отталкивает. За обедом Оливер и Элио под столом ласкают ноги друг друга своими стопами, отчего у последнего идёт кровь из носа.
В последующие дни главные герои лишь отдаляются друг от друга. У Элио начинается роман с местной уроженкой Марцией, его ровесницей. Ища примирения, Элио подсовывает под дверь спальни Оливера записку, в которой просит поговорить с ним, а Оливер в ответной записке предлагает встретиться в полночь. В назначенное время он приходит к Оливеру, и они занимаются сексом, во время которого они называют друг друга своими именами. Элио чувствует себя виноватым в случившемся, ему противно то, что произошло, и он решает, что их отношения не могут более продолжаться.
На следующее утро Оливер надевает на завтрак купальный костюм Элио, отражая тем самым прежнее, фетишистское, поведение Элио, после чего Оливер делает ему минет, только возбуждая его и обещая продолжить позже. Элио понимает, что его по-прежнему влечёт к Оливеру, что он хочет быть с ним. После этого Элио приходит в гости к Марции и занимается с ней сексом. Во второй половине дня он мастурбирует с персиком, после чего эякулирует в него. Оливер позже приходит к нему, увидев персик, он начинает его есть, Элио не хочет этого, но Оливер настаивает. Элио смотрит на Оливера и у него неожиданно возникает желание разрыдаться. Элио не стал сдерживать слезы, как будто хотел показать Оливеру что-то очень личное. Элио потянулся и уткнулся в плечо Оливера, заглушая всхлипы.
Перед возвращением в США Оливер решает провести три дня в Риме. Вместе с ним в поездку отправляется и Элио. Там они заселяются в отель, Оливер отказывается от близости с Элио, объясняя это тем, что они пропустят вечеринку. Ночью они посещают вечеринку поэта, друга Оливера. Элио и Оливер гуляют по ночному Риму, распевая неаполитанские песни и целуясь, и в эту ночь занимаются любовью в последний раз. Вернувшись из Рима, Элио был опечален, обнаружив, что его вещи были возвращены в прежнюю комнату, а от присутствия Оливера в ней не осталось и следа, кроме голубой рубашки, оставленной ему на память. Пытаясь помочь сыну, с ним беседует отец. В ходе разговора он одобрительно высказывается о дружбе и отношениях Элио и Оливера, намекая, что у него было в молодости нечто подобное. Отец просит Элио не душить боль, а прочувствовать её, чтобы с возрастом он не растратил способность чувствовать. Оливер звонит, чтобы сообщить о благополучном прибытии в США, и говорит Элио, что взял из его комнаты сувенир на память. Элио выясняет, что это открытка с изображением того уступа, на котором они впервые поцеловались.
На Рождество Оливер вновь посетил семейство Перлманов, объявив, что весной у него состоится свадьба. Они с Элио целуются, но на большее Оливер не соглашается. После этого Оливер и Элио на долгие годы перестают общаться.
Через восемь лет родители звонят Элио, который учится в США, и передают трубку Оливеру, который вместе с женой и двумя сыновьями приехал погостить на виллу Перлманов. Элио называет Оливера своим именем, но тот отвечает так, будто забыл об этом, чем причиняет Элио боль.
Пятнадцать лет спустя Элио приезжает к Оливеру в США, где Оливер занимает должность профессора. Элио не желает встречаться с женой и детьми Оливера, признавая, что он по-прежнему испытывает чувства относительно Оливера и ревность к его семье. Оливер признаётся, что он следил за академической карьерой Элио, показывает ему ту самую  открытку в рамке, которую он хранил на протяжении многих лет. Во время их заключительной встречи в баре, Элио и Оливер приходят к идее, что люди могут вести две параллельные жизни — одну в реальности, а другую — в воображении, отрицающей влияние этой самой реальности. Элио отмечает, что жизнь после их расставания стала похожей на кому, в которую они снова впадут, когда выйдут из этого бара и разойдутся.
Через двадцать лет после их первой встречи и за год до того, как Элио начал рассказывать данную историю, Оливер посещает дом Перлманов в Италии. Они вспоминают о времени, проведённом вместе; Элио сообщает Оливеру, что его отец умер, а он по всему земному шару развеял его прах. Оливер помнит все их места, говоря, что он такой же, как Элио. Роман завершается словами Элио, в которых тот говорит читателям, что, если Оливер действительно любит его и помнит всё, что между ними было, то он должен ещё раз на прощание обернуться, «посмотреть мне в лицо, удерживая мой взор, и позвать меня своим именем».

## Приём

### Критики
В обзоре «Зови меня своим именем» для The New York Times Стейси Д’Эразмо назвала роман «исключительно красивой книгой». В обзоре для The New Yorker Синтия Зарин сказала: «Дебютный роман Асимана показывает, насколько пронзительно можно написать о страсти». В газете The Washington Post Чарльз Кайзер написал: «Если Вы когда-нибудь были одержимы любовью — силой намного большей, чем Вы сами, которая тянет Вас к объекту Вашего желания, — вы прочувствуете все тонкости великолепного нового романа Андре Асимана „Назови меня своим именем“».

### Премии
На 20-й церемонии вручения литературной премии «Лямбда» роман был удостоен награды за лучшее художественное произведение на тему мужской гомосексуальности.

## Экранизация
В 2017 году вышла одноимённая экранизация, режиссером который выступил Лука Гуаданьино, а автором сценария выступил Джеймс Айвори. Роль Элио исполнил Тимоти Шаламе, а образ Оливера воплотил Арми Хаммер. В фильме также снимались Майкл Стулбарг, Амира Казар, Эстер Гаррель и Виктуар Дю Буа. Мировая премьера кинокартины состоялась 22 января 2017 года на кинофестивале в Сандэнсе. Картина была высоко оценена критиками и была удостоена многочисленных международных наград. В частности, она была представлена на 90-й церемонии вручения премии «Оскар» в категориях «Лучший фильм», «Лучший актёр» (Тимоти Шаламе), «Лучшая оригинальная песня» и «Лучший адаптированный сценарий» (Джеймс Айвори) и одержала победу в последней из них.

## В России
В России роман был опубликован начинающим издательством «Popcorn Books» в феврале 2019 года. Книга была выпущена под названием «Назови меня своим именем».